# Psilogramma macromera
Psilogramma macromera är en fjärilsart som beskrevs av Butler 1882. Psilogramma macromera ingår i släktet Psilogramma och familjen svärmare. Inga underarter finns listade.